# 苍山蕨
苍山蕨（学名：Ceterachopsis dalhousiae）为铁角蕨科苍山蕨属下的一个种。

## 扩展阅读
- 維基物種上的相關：苍山蕨